# 欧协·土登桑却
欧协·土登桑却（？—？）藏族，籍贯不详，西藏噶厦官员。

## 生平
欧协·土登桑却是噶厦的堪穷（四品僧官）。他在拉萨以西三十多里的东噶宗有一个小规模的谿卡（庄园）。全溪卡共有农奴130多人，其中有差巴14户，堆穷7户，朗生14人。农奴中除三户堆穷属于其他的领主外，其他都是欧协的农奴。
1952年8月7日，西藏参观团从拉萨启程前往北京。这是西藏和平解放后赴内地的首个参观团。参观团团长欧协·土登桑却，副团长门堆巴·洛桑旺堆（均为西藏政府官员），参观团共有40余人。
1954年，欧协·土登桑却出任第二届全国政协委员。
1956年11月20日，达赖一行从西藏拉萨启程访问印度。随同访问的包括噶伦索康·旺清格勒、阿沛·阿旺晋美、朵噶·彭措饶杰，绒朗色·土登诺桑、扎萨凯墨·索安旺堆、欧协·土登桑却，基巧堪布洛桑三旦等52位僧俗官员以及40多名仆从。
1956年4月，西藏自治区筹备委员会成立，欧协·土登桑却任委员。1959年藏区骚乱后，中华人民共和国国务院总理周恩来于1959年3月28日发布命令，宣布解散噶厦，由西藏自治区筹备委员会行使噶厦的职权。欧协·土登桑却的西藏自治区筹备委员会委员职务同时被撤消。